# Catalog Albums
Catalog Albums (dawniej Top Pop Catalog Albums) – notowania przedstawiające aktualną listę najlepiej sprzedających się pozycji katalogowych w zależności od gatunku, opracowywane przez magazyn muzyczny Billboard. Magazyn definiuje tytuły katalogowe jako albumy, które spędziły w pierwszej 100 zestawienia Billboard 200 ponad 18 miesięcy, po czym spadły na niższe pozycje. W tym wypadku płyta jest usuwana z Billboard 200 i debiutuje na Top Pop Catalog Albums. W notowaniach uwzględniane są także reedycje starych albumów.
Jedynymi wyjątkami od reguły "osiemnastu miesięcy" są albumy świąteczne. Mogą one jednak zajmować pozycje na Billboard 200 tylko w czasie pierwszego roku od daty ich wydania. Po jego upływie płyty są uwzględniane na Top Pop Catalog Albums.
Wyjątkowym elementem Top Pop Catalog Albums jest dział "tygodni spędzonych w notowaniu" (występujący w większości zestawień Billboard) z kolumną, mówiącą o całkowitej liczbie tygodni spędzonych przez album w zestawieniach Billboard 200 oraz Top Pop Catalog Albums. Rekord w tej dziedzinie należy do grupy Pink Floyd i jej albumu Dark Side of the Moon, który w sumie spędził na tych listach 1,600 tygodni, czyli ponad 30 lat.